# Gillian Lynne Theatre
Il Gillian Lynne Theatre (ex New London Theatre) è un Teatro del West End situato all'angolo tra Drury Lane e Parker Street a Covent Garden, nel borgo londinese di Camden. Il Winter Garden Theatre precedentemente aveva occupato il sito fino al 1965. Il 1º maggio 2018 il teatro fu ufficialmente ribattezzato Gillian Lynne Theater in onore di Gillian Lynne. È il primo teatro nel West End di Londra che prende il nome da una donna non appartenente alla casa reale.

## Storia
Il teatro moderno è costruito sul sito di precedenti taverne e teatri di music-hall, dove era situato un luogo di intrattenimento fin dall'epoca elisabbettiana. Nell Gwynn era collegato alla taverna, che divenne nota come il Great Mogul alla fine del XVII secolo e presentava spettacoli in una sala adiacente, tra cui i glee club e canti di gruppo. Il Mogul Saloon fu costruito su quel sito nel 1847, che a era noto come "Turkish Saloon" o "Mogul Music Hall". Nel 1851 divenne il Middlesex Music Hall, noto come The Old Mo. Questo a sua volta nel 1911 fu ricostruito da Frank Matcham come il New Middlesex Theatre of Varieties per Oswald Stoll.
Nel 1919 il teatro fu venduto a George Grossmith Jr. ed Edward Laurillard, rinnovato e riaperto come Winter Garden Theatre. Produssero Kissing Time (1919, su libretto di P. G. Wodehouse e Guy Bolton e musica di Ivan Caryll), seguito da A Night Out (1920), entrambi interpretati da Stanley Holloway. Grossmith e Laurillard diventarono manager anche dell'Apollo Theatre nel 1920. Ma l'espandersi della loro operazione portò Grossmith e Laurillard a porre fine alla loro collaborazione, con Grossmith che mantenne il controllo del Winter Garden.
Grossmith collaborò poi con l'ex socio di George Edwardes, Pat Malone, per produrre una serie di adattamenti per lo più di spettacoli importati al Winter Garden tra il 1920 e il 1926: Sally (1921), The Cabaret Girl (1922, su libretto di Wodehouse e musica di Jerome Kern), The Beauty Prize (1923, con Wodehouse e Kern), un revival di Tonight's the Night (1923), Primrose (1924, con musiche di George Gershwin), Tell Me More (1925, con parole di Thompson e musiche di George Gershwin) e Kid Boots (1926 con musica di Harry Tierney), molti di questi spettacoli erano con Leslie Henson. Grossmith scrisse con altri alcuni degli spettacoli del Winter Garden, diresse molte delle sue produzioni e recitò in diverse di queste, in particolare come Otis in Sally. Molte delle produzioni successive persero denaro e Grossmith e Malone terminarono la loro collaborazione.
The Vagabond King fu prodotto a teatro nel 1927 e nel 1929, Fred e Adele Astaire recitarono in Funny Face. Nel 1930 Sophie Tucker si esibì nel musical di Vivian Ellis, Follow a Star e nel 1923 Gracie Fields apparve in Walk This Way. Nel 1933 il teatro ospitò Lewis Casson in On the Rocks di George Bernard Shaw, seguito nel 1935 da Love on the Dole, con Wendy Hiller. Il teatro fu chiuso alla fine degli anni '30, riaprendo nel 1942. Nel 1945 ospitò una stagione di Donald Wolfit e, nel 1953, andò in scena Witness for the Prosecution di Agatha Christie. Il 1956 vide The Water Gypsies di Vivian Ellis e A.P. Herbert; Hotel Paradiso con Alec Guinness, Douglas Byng, Irene Worth e Billie Whitelaw e Tyrone Power recitò in The Devil Disciple di Shaw. Il 1958 prersentò The Iceman Cometh.
Il teatro fu chiuso definitivamente nel 1959, quando fu venduto dalla Rank Organisation a un imprenditore edile. Fu poi sventrato e rimase vuoto fino al 1965 per essere sostituito nel 1973 dall'attuale edificio.

## New London e Gillian Lynne
Progettato dall'architetto Paul Tvrtkovic e dallo scenografo Sean Kenny (Blitz!, Oliver!, Pickwick), modellato sul Walter Gropius Total-Theater e con 960 posti a sedere su 2 livelli, l'auditorium del teatro fu inaugurato per la prima volta con una registrazione televisiva di uno show personale di Marlene Dietrich. Il teatro aprì ufficialmente il 2 gennaio 1973 con una produzione de The Unknown Soldier and His Wife con Peter Ustinov. Ospitò poi Grease, con Richard Gere nel ruolo di Danny. A partire dal 1977 il teatro fu utilizzato come studio televisivo per diversi anni e poi tornò ad essere utilizzato come teatro. Il più grande successo del teatro fu il musical Cats di Andrew Lloyd Webber e Trevor Nunn, coreografato da Gillian Lynne, presentato in anteprima l'11 maggio 1981. Chiusa nel 2002, questa produzione è diventata il musical più longevo nella storia del West End.
Il teatro ha anche ospitato la BBC Sports Personality of the Year del 1977 e i Masters di biliardo tra il 1976 e il 1978. Sempre nel 1977 il teatro ha ospitato il concorso A Song For Europe della BBC, il preliminare per scegliere l'ingresso nel Regno Unito dell'Eurovision Song Contest. Lo spettacolo fu però oscurato in TV a causa di uno sciopero dell'ultimo minuto da parte dei tecnici. Il video musicale per la canzone We Are the Champions dei Queen fu girato nell'ottobre 1977, dopo un concerto di 70 minuti.
Tra il 2003 e il 2005 il teatro ha ospitato il revival di Bill Kenwright del musical di Andrew Lloyd Webber, Joseph and the Amazing Technicolor Dreamcoat. Questo chiuse dopo due anni e mezzo il 3 settembre 2005. Più recentemente, il locale ha ospitato il trasferimento londinese della produzione off-Broadway, dei Blue Man Group, che chiuse a giugno 2007, per far posto alle produzioni del repertorio della Royal Shakespeare Company Il gabbiano e King Lear, con Ian McKellen. Nella primavera del 2008, un nuovo adattamento musicale di Gone with the Wind è durato solo due mesi. Il nuovo musical Imagine This si è chiuso dopo essere andato in scena solo per un mese.
La produzione del National Theatre di War Horse fu trasferita al teatro il 28 marzo 2009, dove rimase fino al 12 marzo 2016 dopo oltre 3.000 spettacoli.
Il teatro ha ospitato la produzione del musical Show Boat di Sheffield Cruicible, che aprì il 9 aprile 2016. Nonostante le recensioni positive, la produzione si è terminata presto, il 27 agosto 2016. Il 22 ottobre 2016 iniziò la produzione londinese del musical School of Rock di Andrew Lloyd Webber, diretto da Broadway e si chiuderà dopo tre anni e mezzo prima di subire una revisione.
Da settembre 2020 il nuovo musical di Lloyd Webber, Cenerentola, sarà presentato in anteprima mondiale nel teatro.
Il teatro è di proprietà dal 1991 del Really Useful Group di Lloyd Webber. L'edificio del teatro contiene anche un parcheggio sotterraneo, un locale per cabaret, una discoteca nel seminterrato, negozi e un grattacielo residenziale. Nel 2014, Lloyd Webber ha riorganizzato il gruppo; l'entità che possiede il teatro è Really Useful Theatres.

## Produzioni recenti e attuali
- Cats (11 maggio 1981 – 11 maggio 2002) musica di Andrew Lloyd Webber da T.S. Elliot's Old Possum's Book of Practical Cats, con Elaine Paige
- Umoja (6 settembre 2002 – 8 febbraio 2003)
- Joseph and the Amazing Technicolor Dreamcoat (3 marzo 2003 – 3 settembre 2005) parole di Tim Rice, musica di Andrew Lloyd Webber, con Stephen Gately, Ian Watkins e Darren Day
- Blue Man Group (10 novembre 2005 – 24 giugno 2007)
- King Lear e Il gabbiano (14 novembre 2007 – 12 gennaio 2008) di, rispettivamente, William Shakespeare e Anton Chekhov, con Ian McKellen, Frances Barber, Romola Garai e William Gaunt (trasferita dalla Royal Shakespeare Company).
- Gone with the Wind – A New Musical (22 aprile – 14 giugno 2008) di Margaret Martin e Trevor Nunn, con Darius Danesh, Jill Paice e Edward Baker-Duly
- Imagine This (19 novembre – 20 dicembre 2008) di Shuki Levy, David Goldsmith e Glenn Berenbeim
- War Horse (28 marzo 2009 – 12 marzo 2016) di Nick Stafford, adattata dal racconto di Michael Morpurgo (trasferita dal National Theatre)
- Show Boat (9 aprile – 27 agosto 2016) libretto di Oscar Hammerstein II, parole di Hammerstein e P.G. Woodhouse, musica di Jerome Kern (trasferita dal Crucible Theatre Sheffield)
- School of Rock (22 ottobre 2016 – 1 marzo 2020) libretto di Julian Fellowes, parole di Glenn Slater, musica di Andrew Lloyd Webber
- Cinderella (15 settembre 2020 — ) libretto di Emerald Fennell, parole di David Zippel, musica di Andrew Lloyd Webber

## Stazioni della metro vicine
- Covent Garden
- Holborn